# Vernon Downing
Vernon Downing (6 de janeiro de 1913 — dezembro de 1973) foi um ator britânico, que apareceu em muitos filmes de Hollywood, geralmente interpretando personagens ingleses.